# Irma LeVasseur
Pour les articles homonymes, voir Levasseur.
Irma LeVasseur, née le 20 janvier 1877 à Saint-Roch, au Québec, et morte le 22 janvier 1964 à Québec, est la première femme médecin québécoise francophone à exercer cette profession au Québec. Elle est la cofondatrice du Centre hospitalier universitaire Sainte-Justine à Montréal, et de l'Hôpital de l'Enfant-Jésus, à Québec.

## Biographie

### Enfance et milieu familial
Irma LeVasseur naît le 20 janvier 1877 dans le quartier Saint-Roch, à Québec. Sa mère, Phédora Venner, est cantatrice soliste et la fille d’un riche banquier. Le père d’Irma, Nazaire LeVasseur, s’intéresse également à la médecine. En effet, ce dernier avait initialement entrepris des études dans ce domaine à la Faculté de médecine de l’Université Laval, qu’il a cependant dû abandonner en troisième année par manque de moyens financiers. Suivant ce changement de carrière, Nazaire LeVasseur devient le premier reporter âgé de 19 ans à travailler pour le journal l’Évènement, où il est nommé rédacteur en chef quelques années plus tard. Il travaille également comme fonctionnaire pour le gouvernement fédéral, et en tant que conseiller pour des hommes politiques notables, dont Sir Wilfrid Laurier. Enfin, Nazaire LeVasseur est aussi musicien et écrivain.
Le couple se marie en juin 1872. Sur les quatre enfants nés de l’union de Phédora Venner et Nazaire LeVasseur (trois garçons et une fille) seulement deux survivent jusqu'à l'âge adulte, soit Irma et Paul Eugène LeVasseur, qui vit avec une dysfonction comportementale. Au cours de son jeune âge, Irma voit son petit frère mourir, ce qui la marque profondément et l’influence à devenir pédiatre. Les parents d'Irma LeVasseur se séparent lorsqu'elle à environ 10 ans,. Au même moment, sa mère quitte le pays et s’installe à New York dans l'objectif d'aller faire carrière aux États-Unis.

### Formation
De 1884 à 1894, elle fait son cours classique au Collège Jésus-Marie de Sillery puis étudie à l'École normale Laval. Suivant cette formation qui la destine initialement à l’enseignement, elle décide d’entreprendre un doctorat en médecine. Cependant, au début du XXe siècle, il n’est pas possible pour les femmes de recevoir une formation de ce genre dans les établissements universitaires francophones du Québec,. En effet, seule la Faculté de médecine de l’Université Bishop’s, une université de langue anglaise située à Sherbrooke, accepte les femmes à cette époque où ces dernières ne sont pas considérées comme étant des « personnes à part entière ». Toutefois, bien que la formation offerte par l’Université Bishop’s est intéressante au niveau théorique, elle ne comporte pas de stages en milieu hospitalier. Alors qu’Irma a l’objectif d’obtenir sa licence de pratique du Collège des médecins, l’option n’est pas vraiment envisageable pour elle. Parce qu’elle souhaite suivre la formation la plus complète possible, Irma LeVasseur décide, à 17 ans, d’aller poursuivre ses études en médecine aux États-Unis. Elle est admise à l’Université Saint-Paul du Minnesota, et vit en pension chez un ami de son père, le docteur Canac-Marquis. Cette formation lui donne la chance de compléter plusieurs stages en milieu hospitalier auprès de la docteure Mary Putnam Jacobi, militante pour le droit de vote et première femme américaine à avoir été admise à l’École de médecine de Paris. La docteure Putnam était également à l’origine de la fondation de la toute première clinique pour femmes et enfants à New York en 1874, ce qui inspire grandement la jeune Irma,. En juin 1900, Irma LeVasseur obtient son diplôme de médecine et revient au Québec.

### L'obtention du droit de pratique

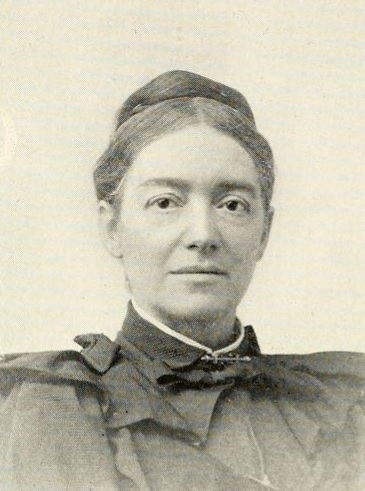
La médecin américaine Mary Putnam-Jacobi vers 1897.

Fraîchement diplômée et revenue dans la province, Irma LeVasseur rencontre le même type de difficulté qu’au tout début de ses études : les femmes n’ont pas systématiquement le droit d’exercer la profession de médecin. Les quelques femmes qui pratiquent alors la médecine au Québec sont toutes anglophones et protestantes, et font figure d’exceptions. Consternée par le fait que les villes de Québec et de Montréal n’ont toujours pas d’hôpital spécialisé pour les besoins des enfants francophones, elle entreprend des démarches afin de fonder un premier établissement de ce genre à Québec,. Ces démarches sont rapidement rattrapées par le fait qu’elle n’a pas le droit de pratique du Collège des médecins et chirurgiens du Québec. Les trois premières années de la carrière d’Irma LeVasseur sont donc marquées par de nombreux voyages à New York, là où il est possible pour elle de travailler. Elle retourne notamment pratiquer aux côtés de la docteure Mary Putnam Jacobi.
Malgré tout, Irma LeVasseur a le souhait profond d’exercer son métier chez elle, au Québec. Elle entreprend donc des démarches afin de faire valoir ses droits. C’est ainsi qu’elle se rend elle-même devant l’Assemblée législative afin de revendiquer son droit de pratique. En avril 1903, elle atteint son objectif, et les élus votent une loi privée spéciale qui lui permet d’obtenir sa licence du Collège des médecins et chirurgiens de la province de Québec. C’est donc à ce moment qu’Irma LeVasseur devient officiellement la douzième femme médecin du Québec et la première femme québécoise à exercer cette profession dans la province,.

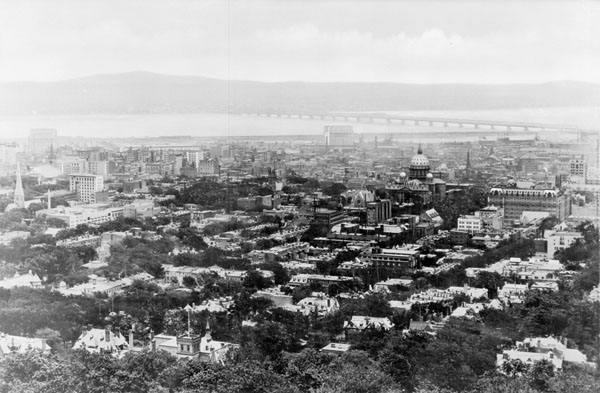
La ville de Montréal connait une expansion rapide vers la deuxième moitié du XIXe siècle. Au début du XXe siècle, la métropole est devenue un grand centre industriel nord-américain.

### Fondation de l'hôpital Sainte-Justine
À la suite de l’obtention de son droit de pratique, la docteure LeVasseur s’installe à Montréal, où elle rencontre le docteur Séverin Lachapelle qui lui recommande fortement d’aller perfectionner ses connaissances en pédiatrie en Europe. Suivant une période de réflexion, elle décide de suivre cette voie et quitte le pays pour deux ans, soit de 1904 à 1906. Pendant cette période, elle suit une formation à Paris et travaille auprès de la docteure Madeleine Brès. Fait intéressant, Madeleine Brès a obtenu son diplôme de la Faculté de médecine de Paris en 1868, soit la même année que Mary Putnam Jacobi, l’ancienne formatrice et collègue d’Irma LeVasseur. Si la docteure Mary Putnam Jacobi est la première Américaine à avoir obtenu un diplôme de l’École de médecine de Paris, Madeleine Brès est, quant à elle, la toute première Française à avoir obtenu cette même certification.
À son retour au Québec en 1906, Irma LeVasseur est officiellement spécialiste en chirurgie et en pédiatrie. Elle retourne à Montréal, et travaille comme interne à l’Hôpital de la Miséricorde de Montréal. Elle pratique alors principalement auprès des enfants et des femmes célibataires de la Crèche de l’hôpital, mais elle s’implique également au sein du nouveau service d’inspection médicale des écoliers du Bureau de santé de la Ville de Montréal. En mars 1907, elle écrit à la journaliste Robertine Barry de La Patrie afin de lui exprimer sa consternation quant à l’absence d’hôpital pour enfants ouvert aux francophones dans la province.
À ce moment, la métropole connait un taux de mortalité infantile particulièrement élevé, causé par bon nombre de « maladies infectieuses et contagieuses, de problèmes pulmonaires et surtout de diarrhées causées par la mauvaise qualité de l’eau et du lait ». Montréal est, lors de cette période, le deuxième endroit au monde où le taux de mortalité infantile est le plus haut, soit juste après Calcutta en Inde. Les besoins de connaissances et de services en pédiatrie sont donc particulièrement criants dans cette ville où pratiquement le quart des enfants meurt avant d’avoir un an.
Devant cette triste réalité, un mouvement se forme au Québec « pour la sauvegarde de l’enfance » regroupant des associations féminines, des membres du clergé, des médecins, des hommes politiques et des intellectuels. C’est notamment lors de cette période que des mesures de santé publique sont mises en place, comme la pasteurisation obligatoire du lait. En 1907, le médecin Raoul Masson prononce une conférence devant la Société médicale de Montréal où il réclame l’importance de fonder un hôpital spécialisé en soins pour les enfants malades. Cette idée rejoint profondément celles d’Irma LeVasseur qui, seulement trois mois plus tard, organise une première rencontre avec quelques médecins et femmes bourgeoises de la haute société montréalaise. À la suite de cette rencontre inspirante, mais peu lucrative, LeVasseur part à New York afin d’aller collecter des dons auprès de ses anciens collègues du Mount Sinaï Hospital. Elle revient à Montréal fort confiante, et nantie de matériel de toute sorte, tel que des vêtements pour enfants et divers instruments chirurgicaux.

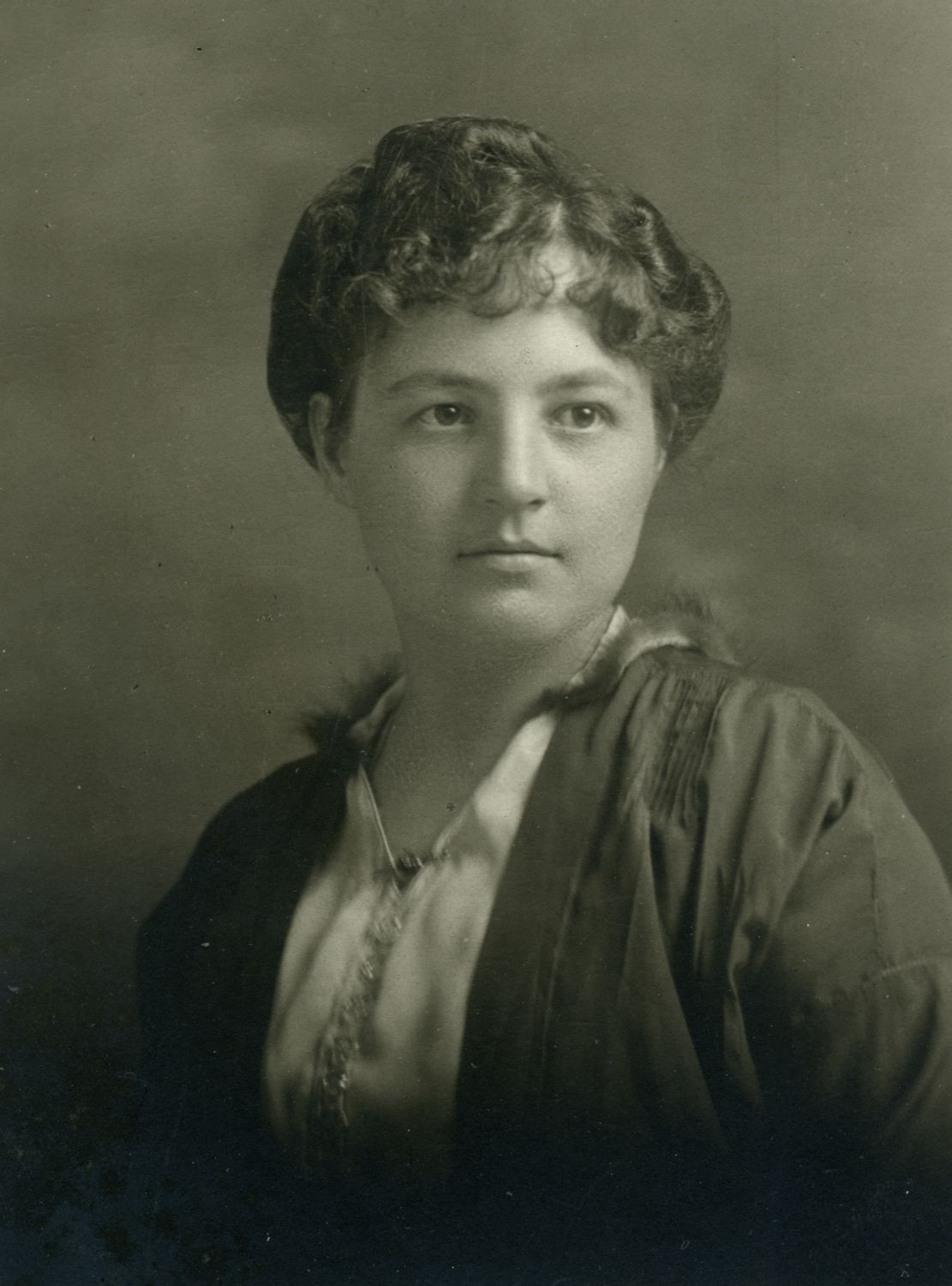
Justine Lacoste-Beaubien vers 1903.

Dans les mois qui suivent, Mme Éva Rodier-Thibodeau, qui a assisté à la première rencontre, met la docteure LeVasseur en contact avec Justine Lacoste-Beaubien, une femme bourgeoise qu’elle estime capable de concrétiser le projet. En effet, le couple Lacoste-Beaubien s’intéresse tout naturellement à ce projet d’envergure, et la mission d’aider les enfants malades devient irrémédiablement la vocation première de Justine. Dans les jours suivants, Mme Lacoste-Beaubien sollicite son réseau d’amies philanthropes, organise une rencontre le 30 novembre 1907 avec d’autres femmes patronnesses. Rapidement, le comité fondateur réussit à mettre la main sur une propriété située au 644 rue Saint-Denis. C’est ainsi que le premier hôpital francophone spécialisé en soins pour les enfants est mis sur pied. L’établissement est initialement nommé le Refuge des petits enfants malades, puis, quelques mois plus tard, il est renommé l’Hôpital Sainte-Justine. Le premier patient accueilli à l'hôpital est Roland Brisebois, un jeune garçon de 5 mois qu'Irma LeVasseur soignait chez elle,.
Au début du mois de décembre 1907, cinq médecins se joignent à l’équipe du nouvel hôpital, dont trois médecins qui n’ont jamais travaillé avec la docteure LeVasseur : les docteurs J. C. Bourgoin, Zéphir Rhéaume et Séraphin Boucher. Justine Lacoste-Beaubien est nommée présidente de ce tout premier comité. Au cours des tout premiers mois de l’hôpital, plusieurs nouveaux membres s’ajoutent à l’équipe fondatrice qui prend de l’ampleur très rapidement, au point qu’au moment de la création du Conseil d’administration, Irma LeVasseur se voit contrainte à insister afin d’en faire partie.
Au début de l’année 1908, Irma LeVasseur est évincée du conseil d’administration de l’hôpital. De plus, sa situation est de plus en plus inconfortable au sein du bureau médical, où les médecins qui y travaillent ne reconnaissent pas entièrement ses compétences. Le 15 février 1908 marque donc son départ officiel de l’institution dont elle a elle-même initié la fondation.
De son côté, Justine Lacoste-Beaubien travaille pendant près de soixante ans en tant que présidente du conseil d’administration de l’Hôpital, soit de 1907 à 1966. Somme toute, Justine Lacoste-Beaubien reconnaît toute sa vie que le mérite de la fondation de cet hôpital revient, en définitive, à la docteure Irma LeVasseur.

### Carrière à l'international
Suivant son départ de l’Hôpital Sainte-Justine en 1908, la docteure Irma LeVasseur retourne s’installer dans la ville New York, où elle agit en tant qu’inspectrice médicale des écoliers et pour le bureau de santé de la ville. Elle y demeure pendant environ sept ans.
En 1915, elle se rend en Serbie avec quatre autres médecins provenant du Canada, Albiny Paquette, Victor Bourgeault, Raoul Breault et Avila Waters, pour y soigner les victimes d'une épidémie de typhus,,. Concernant cette épidémie, il est estimé qu’environ 800 000 personnes en sont décédées en deux ans. Irma LeVasseur est alors la seule femme de ce groupe de médecins canadiens, et ses collègues disent d’elle qu’elle est énergique, courageuse et profondément déterminée. D’ailleurs, elle reste en Serbie beaucoup plus longtemps que ses confrères. Pendant son passage, Irma LeVasseur participe à transformer une ancienne usine et une ancienne école en cliniques d’urgence. Selon le témoignage d’Albiny Paquette, la docteure LeVasseur vaccine la population au rythme d’environ mille patients par jour.
Entre 1918 et 1922, elle travaille comme médecin dans un hôpital militaire en France, puis elle retourne à New York afin de travailler pour la Croix-Rouge.

### Fondation de l'Hôpital de l'Enfant-Jésus

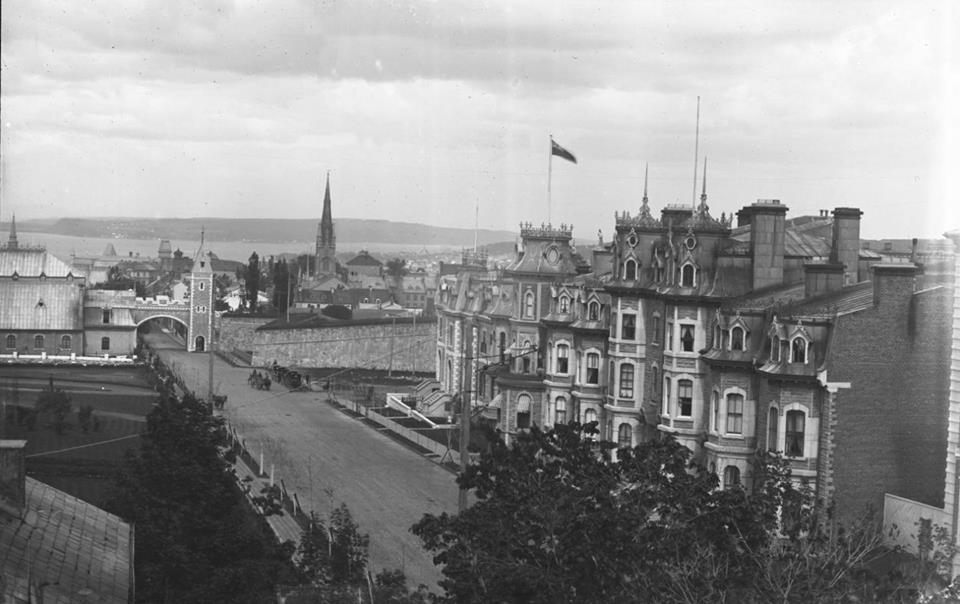
La Maison Joseph Sheyhn, située au 55 Grande-Allée Est, vers 1880.

En 1922, Irma LeVasseur revient s’installer de manière définitive au Québec, mais cette fois-ci, dans sa ville natale : Québec. Constamment dévouée au développement des soins pédiatriques, elle souhaite créer un hôpital pour enfant dans cette ville. Le projet se concrétise en 1922, lorsqu'elle investit plus de 30 000 dollars dans l'achat de la résidence Sheyh, située au 55 Grande Allée, en face du Parlement de Québec,. Le 31 janvier 1923, elle cofonde, avec le pédiatre René Fortier et le spécialiste en orthopédie J.-Édouard Samson,, l'Hôpital des Enfants malades. Au mois d’avril de la même année, l’établissement est renommé l’Hôpital de l’Enfant-Jésus. Cependant, la direction de l’hôpital est confiée à la communauté religieuse des Sœurs dominicaines, ce qui est contraire au projet initial de la docteure LeVasseur, visant à fonder un premier établissement hospitalier laïque. Seulement six mois après la fondation du nouvel hôpital, Irma LeVasseur quitte ses fonctions et met fin à tous ses liens avec l’établissement. Apparemment que « son manque d’esprit rassembleur et [son] caractère tranchant» dérangent l’équipe médicale. Irma LeVasseur est donc, une seconde fois, exclue du grand projet qu’elle a initié, et au sein duquel elle a investi plusieurs milliers de dollars de sa poche. Son congédiement du Comité et de l’Hôpital de l’Enfant-Jésus est officialisé le 29 août 1923. En guise de réponse, la docteure Irma LeVasseur adresse une lettre aux membres de la corporation du bureau médical dans laquelle elle écrit : « Laissons au public, à nos bénévoles, aux familles de nos patients et aux générations futures de juger de l’absurdité d’une telle directive ».
À l’automne 1923, l’Hôpital de l’Enfant-Jésus change de localisation, et la docteure LeVasseur utilise le bâtiment de la Grande Allée afin de créer une nouvelle institution dont elle est la seule directrice : l’Hôpital des enfants malades. Un an plus tard, la nouvelle clinique de la docteure LeVasseur déménage sur la rue de l’Artillerie dans le quartier Saint-Jean-Baptiste. La clinique, qui peine à subsister par manque de ressources financières, ferme quelque temps plus tard,. Vers les années 1930, elle milite également afin de créer une école pour enfants handicapés. En 1935, le projet conduit par la Ligue de la jeunesse féminine de Québec aboutit et le Centre Cardinal-Villeneuve est créé. Le 23 octobre 1935, docteure LeVasseur assiste avec fierté à l’inauguration officielle de l’école, mais elle n’est plus directement impliquée dans le projet.

### Fin de carrière
Pendant la Deuxième Guerre mondiale, Irma LeVasseur est au service de l’Armée canadienne. Elle y travaille notamment avec la docteure Yvette Brissette Larochelle. En 1944, elle travaille au manège militaire de Québec, où elle s'occupe de faire passer des examens médicaux aux femmes nouvellement recrutées par l'armée canadienne,. Elle a alors 66 ans.
Le 20 juin 1950, un jubilé d'or est organisé par le Cercle des Femmes universitaires pour souligner ses 50 ans de carrière dans le domaine médical. L’évènement a lieu dans les jardins du Collège Jésus-Marie, là où elle a fait son cours classique. Plusieurs personnes ayant marqué la carrière d’Irma LeVasseur sont présentes, telles que le docteur Albiny Paquette avec qui elle a travaillé en Serbie en 1915 et, bien sûr, Justine Beaubien-Lacoste avec qui elle a co-fondé l’Hôpital Sainte-Justine à Montréal en 1907. La docteure Irma LeVasseur a droit à de nombreuses félicitations, des applaudissements, des discours et bon nombre de poignées de mains.

### Dernières années
En 1957, à Québec, après 20 années à vivre dans un logement insalubre et dans la pauvreté, les autorités sanitaires la force à quitter son logement en le rasant au sol par les flammes. Ils l'internent ensuite à la clinique Roy-Rousseau de l'hôpital Saint-Michel-Archange où sont traitées les personnes qui souffrent de troubles mentaux sévères (aujourd’hui le Centre Robert-Giffard). Cependant, la docteure Irma LeVasseur qui est alors âgée de 81 ans refuse ce traitement, et s’engage dans des démarches juridiques contre le médecin qui a recommandé qu’elle soit internée. Après huit mois d’internement, elle réussit à se faire évaluer par un psychiatre de Montréal qui confirme devant la cour qu’Irma LeVasseur ne souffre d’aucune maladie mentale, et qu’elle n’est pas atteinte de psychose sénile tel que prétendu. Suivant ce témoignage, elle gagne donc ses démarches juridiques, et quitte l’hôpital psychiatrique en juillet 1958.
Pendant les dernières années de sa vie, Irma LeVasseur vit seule et occupe la majorité de son temps à la lecture. Des membres de sa parenté s’occupent de venir lui porter de la nourriture.
Le 18 janvier 1964, Irma LeVasseur s’éteint dans la ville de Québec dans la pauvreté. Elle meurt à l’Hôpital Ville-Marie. Ses funérailles ont lieu le mardi 21 janvier à l’église Saint-cœur-de-Marie à Québec avec peu d'écho médiatique,. Elle est inhumée au cimetière Saint-Charles. Au moment de son décès, son nom n’est pas inscrit sur sa pierre tombale. Ce n’est qu’en 2004, suivant l’initiative de l’association des familles LeVasseur, que son nom y est gravé.

## Héritage

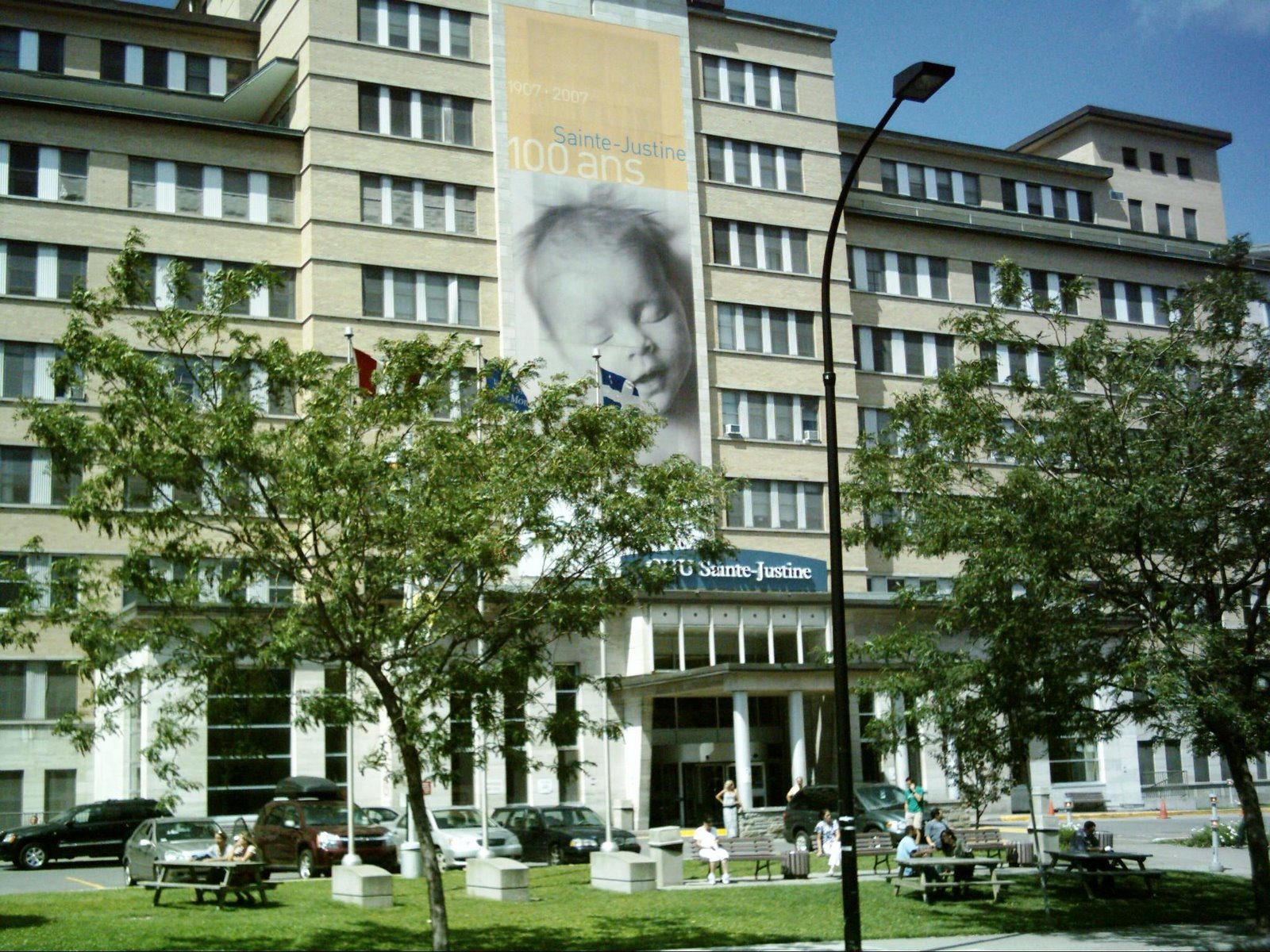
Le CHU Sainte-Justine en 2008. Le centre est situé au 3175 Chemin de la Côte-Sainte-Catherine, à Montréal.

Au niveau scientifique, la docteure LeVasseur a contribué de manière significative à l’avancement de la médecine au Québec. Au tournant du XXe siècle, la pédiatrie n’était pas une discipline très pratiquée par les médecins québécois. Malgré ce contexte, Irma LeVasseur est tout de même allée étudier et se faire former à l’international, où elle a travaillé auprès des plus grands pédiatres de son temps. Parce que sa pratique restait à la fine pointe des connaissances et des technologies de son époque, elle a joué un rôle majeur dans l’avancement des connaissances en médecine infantile au Québec. Par exemple, la docteure LeVasseur a été l’une des premières à proposer que les bébés soient stimulés et caressés par le personnel soignant, en plus de demander l’ajout d’espace pour chaque enfant. En d’autres mots, cette pionnière a importé et introduit des pratiques pédiatriques jusqu’alors inédites au Québec.
Parmi les œuvres initiées par Irma LeVasseur, deux grandes institutions lui ont survécu. Le Centre hospitalier universitaire Sainte-Justine (CHU Sainte-Justine) est devenu le plus grand centre mère-enfant au Canada. En 2022, cet établissement figure parmi les quatre centres pédiatriques les plus éminents en Amérique du Nord. Étant associé avec l’Université de Montréal, il est reconnu en tant que le plus grand centre de formation pédiatrique du Québec. Son centre de recherche compte plus de 200 chercheuses et chercheurs. Quant à lui, l’Hôpital de l’Enfant-Jésus abrite le plus grand centre de cancérologie du Québec, en plus de tenir plusieurs activités de recherches fondamentales avec le « CHU de Québec situé à l’Hôpital de l’Enfant-Jésus ». Avec les années, des expertises en santé des populations, en médecine régénératrice, en soins intensifs, en médecine d’urgence, en génie tissulaire et en traumatologie se sont développées dans cet hôpital.
Irma LeVasseur a ouvert la voie à toutes les femmes médecins francophones qui exercent ce métier au Québec. De nos jours, les femmes sont majoritaires dans cette profession. En effet, dans son rapport annuel de 2021-2022, le Collège des médecins du Québec rapporte que 13 000 de ses membres sont des femmes, et que 12 247 sont des hommes. Plus largement, Irma LeVasseur a significativement contribué à l’avancement du droit des femmes à accéder à l’éducation supérieure.

## Chronologie partielle
- 1877 – Le 20 janvier, naissance d’Irma LeVasseur à Québec
- 1900 – Le 7 juin, obtention d’un diplôme en médecine de l'Université Saint-Paul du Minnesota
- 1903 – Le 25 avril, obtention du droit de pratique du Collège des médecins et chirurgiens de la province de Québec, l’Assemblée législative vote une loi privée spéciale
- 1905-1907 – Séjour de formation en France et en Allemagne
- 1907 – Le 30 décembre, fondation de l’Hôpital Sainte-Justine
- 1908 – Départ d’Irma LeVasseur du conseil d’administration et du département de chirurgie de l’Hôpital Sainte-Justine
- 1915 – Départ pour la Serbie, qui connait alors une épidémie de typhus
- 1918 – Elle travaille en France et à New York pour la Croix rouge
- 1922 – Co fondation de l’Hôpital de l’Enfant-Jésus
- 1923 – Départ du Comité et du bureau médical de l’Hôpital de l’Enfant-Jésus. Fondation d’une nouvelle clinique pour enfants handicapés
- 1939 - 1944 – Médecin militaire lors de la Deuxième Guerre mondiale. Elle travaille auprès des recrues féminines au Manège militaire de Québec
- 1957 – Internement à l’asile Saint-Michel-Archange
- 1958 – En juillet, fin du procès et départ de l’asile Saint-Michel-Archange
- 1964 – Le 18 janvier, décès d’Irma LeVasseur

## Hommages
- En 2004, l’association des familles LeVasseur fait graver son nom sur sa sépulture[6].
- En 2008, Irma LeVasseur est reconnue personnage historique par le Programme national de commémoration historique du gouvernement du Canada[21]. Une plaque commémorative est installée au 1401, 18e Rue à Québec.

### Femmes
- La Bourse Irma-LeVasseur, créée en son honneur en 1987, est remise par le Secrétariat à la Condition féminine à une fille ou à une équipe de deux filles de 4e secondaire ou plus qui a manifesté concrètement de l'intérêt à étudier en science ou en technologie[25].
- Le 8 mars 2019, dans le cadocteure de la Journée internationale des femmes, les ministres Nathalie Roy et Isabelle Charest désignent huit femmes en tant que personnages historiques du Québec. Irma LeVasseur en fait partie, tout comme Thérèse Casgrain, Idola Saint-Jean et Marie Lacoste-Gérin-Lajoie[26].

### Médical
- Une plaque commémorative honorant la docteure Irma LeVasseur se trouve devant l’hôpital de l’Enfant-Jésus du CHU de Québec Elle a été dévoilée par Parcs Canada et la Commission des lieux et monuments historiques du Canada le 14 mars 2017[7].
- Une plaque commémorative mentionnant Irma LeVasseur et Justine Lacoste-Beaubien est installée à l’Hôpital Sainte-Justine[27].
- Un auditorium de l’Hôpital de l’Enfant-Jésus est nommé à son nom[28],[29].Le pavillon Irma-Levasseur du Cégep Garneau, situé dans la ville de Québec.

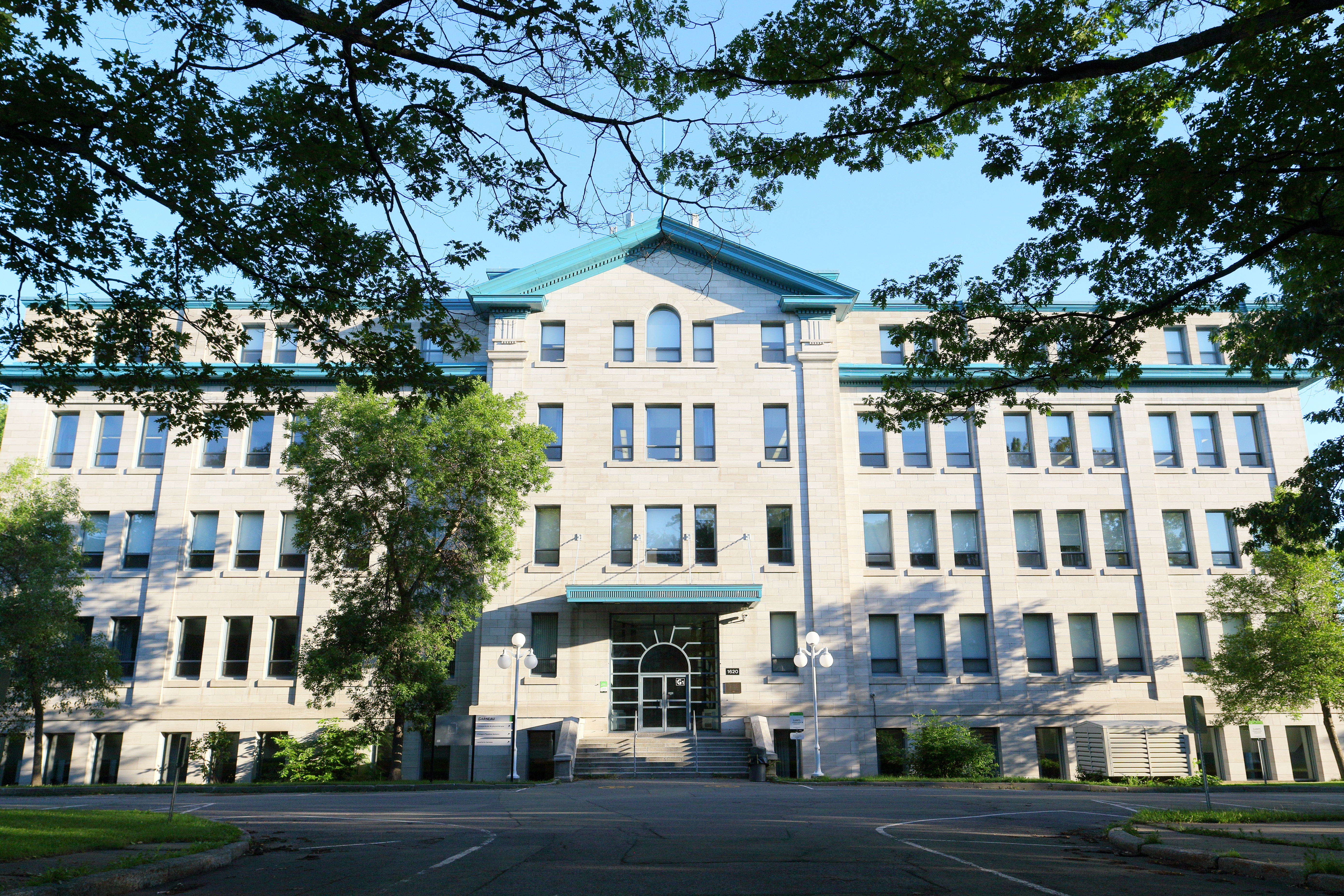
Le pavillon Irma-Levasseur du Cégep Garneau, situé dans la ville de Québec.

- En 2019, la Fédération des médecins spécialistes du Québec crée le Prix Irma-LeVasseur, qui s’adocteuresse aux femmes médecins d’expérience[30].
- Au printemps 2022, un citoyen lance une pétition adocteuressée au CHU de Québec-Université Laval, dans laquelle il demande que l’Hôpital de l’Enfant-Jésus soit renommé l’Hôpital Irma-LeVasseur. La pétition rejoint rapidement des milliers de signataires[31].

### Toponymie

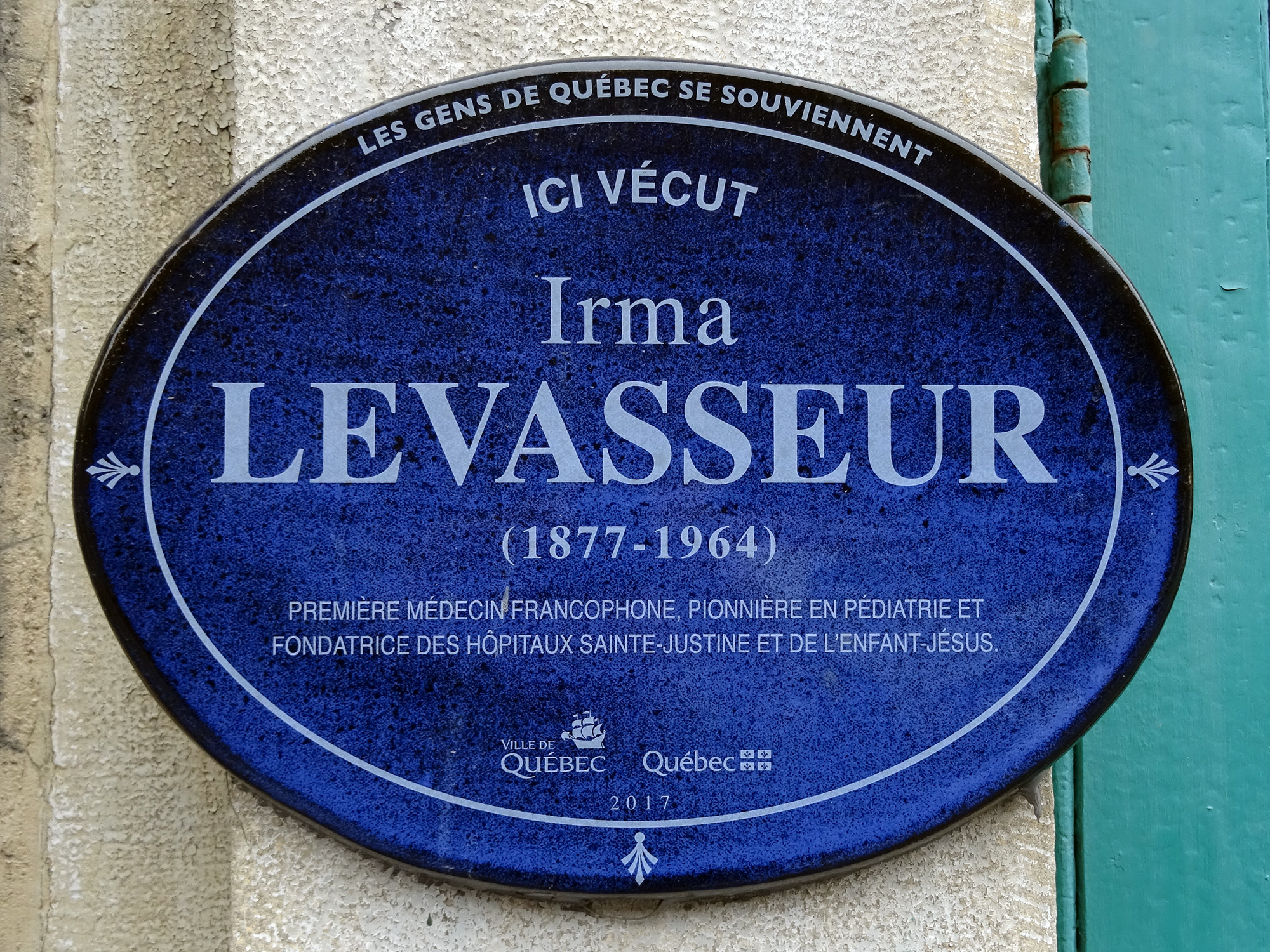
Une plaque commémorative inaugurée par le Gouvernement du Québec en 2018. Elle est installée au 1165-1167 rue Saint-Jean à Québec.

- Une plaque commémorative inaugurée par le Gouvernement du Québec en 2018. Elle est installée au 1165-1167 rue Saint-Jean à Québec.En 1983, lors de la journée de la femme, la Commission de la toponymie du Québec nomme le Mont Irma-LeVasseur, un relief de 330 mètres d'altitude situé dans la ville de Québec, entre Charlesbourg et Saint-Émile[32],[33],[29]. (46° 54′ 04″ N, 71° 20′ 17″ O )
- Le 25 mai 2010, la Ville de Montréal inaugure le Parc Irma-LeVasseur dans l’arrondissement d’Outremont[34].
- En 2016, le comité de toponymie de la Ville de Sherbrooke décide de renommer un parc au nom d’Irma LeVasseur. Ce parc est situé dans l’arrondissement de Rock-Forest[35].
- Quatre rues, situées dans des villes québécoises, honorent sa mémoire : Montréal, Québec, Gatineau et Lévis[36],[29].

### Ville de Québec
- Le 5 novembre 2009, une sculpture son honneur est placée près de l’entrée du CLSC de l’arrondissement de Limoilou à Québec. Le monument qui représente trois fougères est créé par l’artiste Myriam Van Neste[37].
- En 2018, une plaque commémorative est installée par le gouvernement du Québec au 1165-1167 rue Saint-Jean[38].
- Une placette dans la ville de Québec porte le nom d'Irma LeVasseur[17].
- Une ancienne école des mines de l’Université Laval, maintenant un pavillon du Cégep François-Xavier Garneau, porte son nom[39],[10],[29].

## Dans la littérature
La vie d'Irma LeVasseur a été narrée par la romancière québécoise Pauline Gill, dans un roman historique en trois volumes intitulés Docteure Irma, paru de 2006 à 2009 aux Éditions Québec Amérique :
- Pauline Gill, Docteure Irma, vol. 1 : La Louve blanche, Montréal, Québec Amérique, 2006, 544 p. (ISBN 978-2-7644-0531-4)Existe également en livre audio à diffusion restreinte (hors commerce), réservé aux personnes souffrant d'une déficience visuelle, sous forme de disques compacts d'une durée de 17 h 33 min, réalisé en 2007 par l'association la Magnétothèque de Montréal (devenue ultérieurement l'association Vues et Voix).
- Pauline Gill, Docteure Irma, vol. 2 : L'Indomptable, Montréal, Québec Amérique, 2008, 480 p. (ISBN 978-2-7644-0611-3)Existe également en livre audio à diffusion restreinte (hors commerce), réservé aux personnes souffrant d'une déficience visuelle, sous forme de disques compacts d'une durée de 15 h 36 min, réalisé en 2009 par la Magnétothèque de Montréal.
- Pauline Gill, Docteure Irma, vol. 3 : La Soliste, Montréal, Québec Amérique, 2009, 504 p. (ISBN 978-2-7644-0677-9)Existe également en livre audio à diffusion restreinte (hors commerce), réservé aux personnes souffrant d'une déficience visuelle, sous forme de disques compacts d'une durée de 15 h 36 min, réalisé en 2010 par la Magnétothèque de Montréal.En 2023, la journaliste Karine Gagnon publie Irma s'en va-t-en guerre, un roman historique suivant le parcours d'Irma LeVasseur[41] :
- Karine Gagnon, Irma s'en va-t-en guerre, Éditions du Septentrion, 2023, 328 p. (ISBN 9782897914639)

#### Ouvrages de référence
- Denyse Baillargeon, « Irma LeVasseur », Encyclopédie canadienne,‎ 5 décembre 2014 (lire en ligne)

#### Monographies
- Denyse Baillargeon, Naître, vivre, grandir : Sainte-Justine, 1907-2007, Montréal, Éditions du Boréal, 2007, 384 p. (ISBN 978-2-7646-0520-2, présentation en ligne)
- Marie-Paule Desjardins, Justine Lacoste-Beaubien, fondatrice de l’Hôpital Sainte-Justine de Montréal, LIDEC, novembre 2013 (ISBN 9782760871229)

#### Articles spécialisés et chapitres d'ouvrages
- Pauline Gill, « Irma LeVasseur et les premières femmes médecins », sur fondationlionelgroulx.org, novembre 2015
- Jacques Beaulieu, « Irma LeVasseur », Canadian Medical Association Journal, vol. 183, no 17,‎ 22 novembre 2011, E1267-E1268 (lire en ligne)
- Michèle Villegas-Kerlinger, « Irma Levasseur, championne des enfants », dans Sur les traces de nos ancêtres : chroniques de l'Amérique du Nord francophone, Presses de l'Université du Québec, 2011, 208 p. (lire en ligne), p. 34-37
- Suzanne Lavigne, « 3. Irma Levasseur (1878-1964) Première femme admise au Collège des médecins », dans Ces femmes qui ont bâti Montréal, Montréal, Éditions du Remue-ménage, 1992 (lire en ligne), p. 150-151
- Robert Germain, « Sur tous les claviers… Louis-Nazaire Levasseur », Cap-aux-Diamants, vol. 5, no 2,‎ été 1989, p. 41–44 (lire en ligne)
- Francine Michaud, « Irma LeVasseur. Pionnière, femme d’action et fondatrice méconnue », Cap-aux-Diamants, vol. 1, no 2,‎ été 1985, p. 3-6 (lire en ligne)
- de la Broquerie Fortier, « Un centenaire québécois et canadien », Cap-aux-Diamants,‎ 1993 (lire en ligne)

#### Articles de presse
- Serge Bouchard, « Quand l’oubli devient scandale », L'actualité,‎ 3 novembre 2008 (lire en ligne)
- Annie Mathieu, « La docteure Irma LeVasseur sort de l'anonymat », Le Soleil,‎ 14 mars 2017 (lire en ligne)
- Monique Duval, « L'hôpital de l'Enfant-Jésus a 50 ans », Le Soleil,‎ 17 octobre 1973, p. 48 (lire en ligne)

#### Pages Web
- Catalina Villegas Burgos, « Irma LeVasseur, la vie derrière la facade », Blogue du Centre des sciences de Montréal,‎ 26 janvier 2018 (lire en ligne)
- Noémie Mercier, « Le combat d'Irma », Québec science,‎ juin 2007, p. 43-46 (lire en ligne)
- Radio-Canada, « De remarquables oubliés - Irma LeVasseur », sur Radio-Canada.ca, 2006 (consulté le 8 août 2022)

#### Sites internet
- Association des Levasseur d'Amérique
- CHU Sainte-Justine : Centre hospitalier universitaire mère-enfant
- CHU de Québec : Hôpital de l'Enfant-Jésus
- Figures marquantes de notre histoire : Irma LeVasseur et les premières femmes médecins